# Kreis Rawitsch

Der Kreis Rawitsch

Der Kreis Rawitsch am Südrand der preußischen Provinz Posen wurde 1887 aus Teilung des Kreises Kröben gebildet und bestand von 1887 bis 1920. Das ehemalige Kreisgebiet gehört heute zur polnischen Woiwodschaft Großpolen.
Landkreis Rawitsch war außerdem während des Zweiten Weltkrieges der Name einer deutschen Verwaltungseinheit im besetzten Polen (1939–1945).

## Größe
Der Kreis Rawitsch hatte eine Fläche von 496 km².

## Verwaltungsgeschichte
Am 1. Oktober 1887 wurde aus dem Südteil des aufgelösten Kreises Kröben der Kreis Rawitsch gebildet.
Sitz des Landratsamtes und Kreisstadt wurde die Stadt Rawitsch.
Am 27. Dezember 1918 begann in der Provinz Posen der Großpolnische Aufstand der polnischen Bevölkerungsmehrheit gegen die deutsche Herrschaft, und der Nordostteil des Kreisgebietes war bereits nach wenigen Tagen unter polnischer Kontrolle. Der Südwesten um Rawitsch und Bojanowo blieb deutsch besetzt.
Am 16. Februar 1919 beendete ein Waffenstillstand die polnisch-deutschen Kämpfe, und am 28. Juni 1919 trat die deutsche Regierung mit der Unterzeichnung des Versailler Vertrags den Kreis Rawitsch offiziell an das neugegründete Polen ab. Deutschland und Polen schlossen am 25. November 1919 ein Abkommen über die Räumung und Übergabe der abzutretenden Gebiete ab, das am 10. Januar 1920 ratifiziert wurde. Die Räumung des unter deutscher Kontrolle verbliebenen Restgebietes mitsamt der Kreisstadt Rawitsch und die Übergabe an Polen erfolgte zwischen dem 17. Januar und dem 4. Februar 1920.

## Einwohnerentwicklung
| Jahr                                          | 1890                | 1895   | 1900            | 1905              | 1910             |
| --------------------------------------------- | ------------------- | ------ | --------------- | ----------------- | ---------------- |
| Einwohner                                     | 49.320              | 49.896 | 49.149          | 48.850            | 50.523           |
| Evangelische Katholiken Juden                 | 19.040 29.132 1.115 |        | 17.891 30.465 ? | 17.636 30.559 596 | 17.550 32.370 ?  |
| deutschsprachig zweisprachig polnischsprachig |                     |        |                 | 21.601 454 26.781 | 21.253 92 29.150 |

Von den Einwohnern im Jahre 1910 waren etwa 60 % Polen und 40 % Deutsche. Ein großer Teil der deutschen Einwohner verließ nach 1919/20 das Kreisgebiet.

## Politik

### Landräte
1887–189100Eugen von Steinmann (1839–1899)
1891–189900Max Otto Lewald (1860–1919)
1898–189900Friedrich von Laer (vertretungsweise)
1899–191300Heinrich von Schacky
1913–192000William Bernhard von Guenther (1878–1960)
ab 1942 Erwin Olsen

### Wahlen
Der Kreis Rawitsch gehörte zusammen mit dem größten Teil des Kreises Gostyn zum Reichstagswahlkreis Posen 5. Der Wahlkreis wurde bei den Reichstagswahlen zwischen 1887 und 1912 von Kandidaten der Polnischen Fraktion gewonnen:
- 188700Adam Fürst Czartoryski
- 189000Adam Fürst Czartoryski
- 189300Adam Fürst Czartoryski
- 189800Idzizlaw Czartoryski
- 190300Joseph von Mycielski
- 190700Anton Stychel
- 191200Anton Stychel

## Kommunale Gliederung
Zum Kreis Gostyn gehörten am 1. Januar 1908 die fünf Städte Rawitsch, Bojanowo, Görchen, Jutroschin und Sarne. Die (Stand 1908) 80 Landgemeinden und 47 Gutsbezirke waren zu Polizeidistrikten zusammengefasst.

## Gemeinden
Am Anfang des 20. Jahrhunderts gehörten die folgenden Gemeinden zum Kreis:
| - Alt Guhle - Bärsdorf - Bartoschewitz - Bojanowo, Stadt - Chojno - Damme - Dlonie - Domaradzitz - Dombrowka golina - Dombrowka konarzewo - Dubin - Dubinko - Friedrichsort - Gerlachowo - Golejewo - Görchen, Stadt - Goretschki - Gory - Gostkowo - Gründorf - Gußwitz - Izbice | - Janowo - Jeziora - Jutroschin, Stadt - Karolinenthal - Kawitsch - Konary - Konarzewo - Korngut - Kubeczki - Lang Guhle - Laszczyn - Lindenhof - Lonkta - Massel - Nadstawen - Neu Grombkowo - Neu Sielec - Niedzwiadki - Niemarzyn - Osiek - Ostoje - Ostrobudki | - Pakoslaw - Pakoswalde - Pakowko - Pawlowo - Piskornia - Platschkowo - Podborowo - Pomotzno - Rawitsch, Stadt - Rogozewo - Rostempniewo - Roszkowo - Rzyczkowo - Sackern - Sarne, Stadt - Sarnowko - Schlemsdorf - Sikorzyn - Slonskowo - Slupia - Sobialkowo - Sonnenthal | - Sowiny - Sowy - Stwolno - Sworowo - Szkaradowo - Szymanowo - Szymonki - Tarchalin - Ugoda - Waschke - Weißkehle - Wilhelmsgrund - Woszczkowo - Wydawy - Zaborowo - Zaorle - Zawada - Zawady - Zmyslowo - Zolendnice - Zylice |

Die Gemeinden Alt Chojno und Neu Chojno wurden vor 1908 zur Gemeinde Chojno zusammengeschlossen. Zu Beginn des 20. Jahrhunderts wurden mehrere Ortsnamen eingedeutscht.

## Der Landkreis Rawitsch im besetzten Polen (1939–1945)

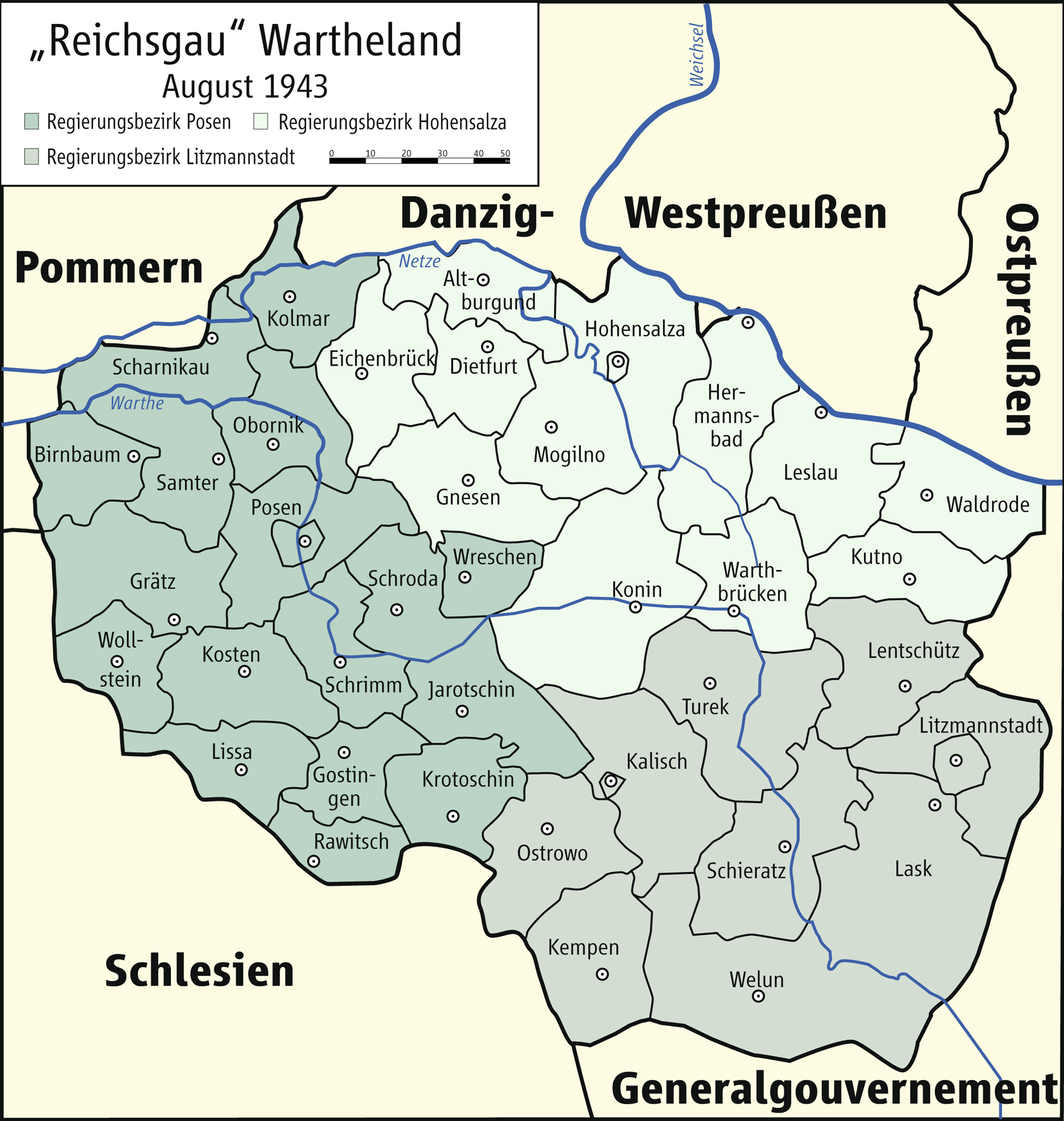
Regierungsbezirke und Kreise im Reichsgau Wartheland

### Verwaltungsgeschichte
Im Zweiten Weltkrieg bildeten die deutschen Besatzungsbehörden die Verwaltungseinheit Landkreis Rawitsch. Die am 26. Oktober 1939 vollzogene Annexion des Gebietes durch das Deutsche Reich war als einseitiger Akt der Gewalt jedoch völkerrechtlich unwirksam. Während der deutschen Besetzung erhielten nur Rawicz und Bojanowo 1942 die Stadtrechte laut Deutscher Gemeindeordnung von 1935, die übrigen Gemeinden wurden in Amtsbezirken zusammengefasst. Mit dem Einmarsch der Roten Armee im Januar 1945 endete die deutsche Besetzung.

### Landkommissar
1939–999900Schmöckel

### Landräte
1939–194100Schmöckel
1941–194200Olsen (kommissarisch)
1942–999900Manske (vertretungsweise)
1942–194500Fritz Ansorge (vertretungsweise)

### Ortsnamen
Während der deutschen Besetzung im Zweiten Weltkrieg wurden durch unveröffentlichten Erlass vom 29. Dezember 1939 zunächst die 1918 gültigen Ortsnamen übernommen, es erfolgten aber bald „wilde“ Eindeutschungen durch die lokalen Besatzungsbehörden. Am 18. Mai 1943 erhielten alle Orte mit einer Post- oder Bahnstation deutsche Namen, dabei handelte es sich meist um lautliche Angleichungen, Übersetzungen oder freie Erfindungen.
Größere Gemeinden im Landkreis Rawitsch:
| polnischer Name  | deutscher Name (1815–1919/20)                       | deutscher Name (1939–1945)                 |
| ---------------- | --------------------------------------------------- | ------------------------------------------ |
| Bojanowo         | Bojanowo                                            | Schmückert                                 |
| Chojno           | Chojno                                              | Kiefernrode                                |
| Dębno Polskie    | Damme                                               | Damme                                      |
| Domaradzice      | Domaradzitz                                         | Urnenfeld                                  |
| Dubin            | Dubin                                               | 1939–1943 Spitzwald 1943–1945 Spitzwall    |
| Gołaszyn         | Bärsdorf                                            | Bärsdorf                                   |
| Golina Wielka    | Lang Guhle                                          | 1939–1943 Lang Guhle 1943–1945 Langguhle   |
| Jutrosin         | Jutroschin                                          | 1939–1943 Orlahöh 1943–1945 Horlen         |
| Konary           | Konary                                              | Korngut                                    |
| Miejska Górka    | Görchen                                             | Görchen                                    |
| Ostoje           | Ostoje                                              | Standort                                   |
| Rawicz           | Rawitsch                                            | Rawitsch                                   |
| Sarnowa          | Sarne                                               | Sarne                                      |
| Sierakowo        | Wilhelmsgrund                                       | Wilhelmsgrund                              |
| Słupia Kapitulna | Slupia, älter Schluppe                              | 1939–1943 Langenfeld 1943–1945 Langenreihe |
| Sobiałkowo       | Sobialkowo                                          | Altrecht                                   |
| Sowy             | Sowy                                                | Scholzhufen                                |
| Szkaradowo       | Szkaradowo, älter Cardove                           | Deutschwehr                                |
| Szymanowo        | Szymanowo 1906–1920 Friedrichsweiler, älter Simnove | Friedrichsweiler                           |
| Wydawy           | Wydawy, älter Witave                                | Außenfelde                                 |
| Zielona Wieś     | Gründorf                                            | Gründorf                                   |